# Paracartus
Paracartus is een kevergeslacht uit de familie van de boktorren (Cerambycidae). De wetenschappelijke naam van het geslacht werd voor het eerst geldig gepubliceerd in 1957 door Hunt & Breuning.

## Soorten
Paracartus omvat de volgende soorten:
- Paracartus aureovitticollis Breuning, 1958
- Paracartus coffini Teocchi, 1991
- Paracartus fasciculosus Hunt & Breuning, 1957